# Enex technologies
Enex Technologies è una multinazionale italiana attiva nello sviluppo di tecnologie ad alta efficienza energetica nei sistemi HVAC di refrigerazione commerciale e industriale che utilizzano refrigeranti naturali: ammoniaca (R717), CO₂ (R744), propano (R290), acqua (R718).

## Storia
L'azienda è stata fondata nel 2004 da Sergio Girotto, introducendo l'utilizzo della CO₂ come refrigerante naturale nel campo della refrigerazione commerciale.
A partire dal 2024, il CEO dell'azienda è François Audo.
Enex Technologies è stata l'unica azienda italiana presente alla Harvard Climate Action Week di giugno 2024.
Nell'ambito dell'iniziativa "Basket Bond Made in Italy" per supportare la crescita e gli investimenti aziendali, Emicon A.C. Spa, parte di Enex Technologies, ha usufruito nel 2025 di un mini-bond da 3 milioni di euro sottoscritto in parti uguali da UniCredit e Mediocredito Centrale.

## Sedi e stabilimenti
La sede centrale si trova a Vacil di Breda di Piave (TV). Le altre due sedi aziendali e quattro siti produttivi italiani si trovano a Piove di Sacco (PD), Ronchi dei Legionari (GO), Meldola (FC) e Massa Martana (PG).
Fuori dall'Italia, gli stabilimenti si trovano in Francia, a Croisilles e Groslay, in Spagna, a Peralta, Monistrol de Montserrat e Torres De La Almeda, e in Slovacchia, a Novè Mesto Nad Vàhom.